# Medalla Imtiyaz
La Medalla Imtiyaz o Imtiaz (turc İmtiyaz Madalyası) o bé Nishan-i-Imtiaz (turc Nişan-ı İmtiyaz) va ser una condecoració militar de l'Imperi Otomà, instituïda en 1882. Es presentava en dos variants, d'or i d'argent. La medalla d'or era la màxima condecoració i distinció al valor. military decoration for gallantry. Quan es va atorgar durant la Primera Guerra Mundial la medalla va ser usat amb un fermall del mateix tipus de metall que la medalla. La barra representava sabres creuats, amb la data de 1333 (1915).